# آنتونیو کویجادا
آنتونیو بارگاس کویجادا (انگلیسی: Biri؛ زادهٔ ۱۴ سپتامبر ۱۹۵۹) بازیکن سابق فوتبال اهل اسپانیا بود که در خط میانی بازی می‌کرد.
وی همچنین عضو  تیم‌های ملی فوتبال در  گروه های زیر ۱۸ سال اسپانیا، زیر ۱۹ سال اسپانیا، زیر ۲۰ سال اسپانیا، و زیر ۲۱ سال اسپانیا بازی کرده‌است.